# Holstein (norddeutsch-dänisches Adelsgeschlecht)

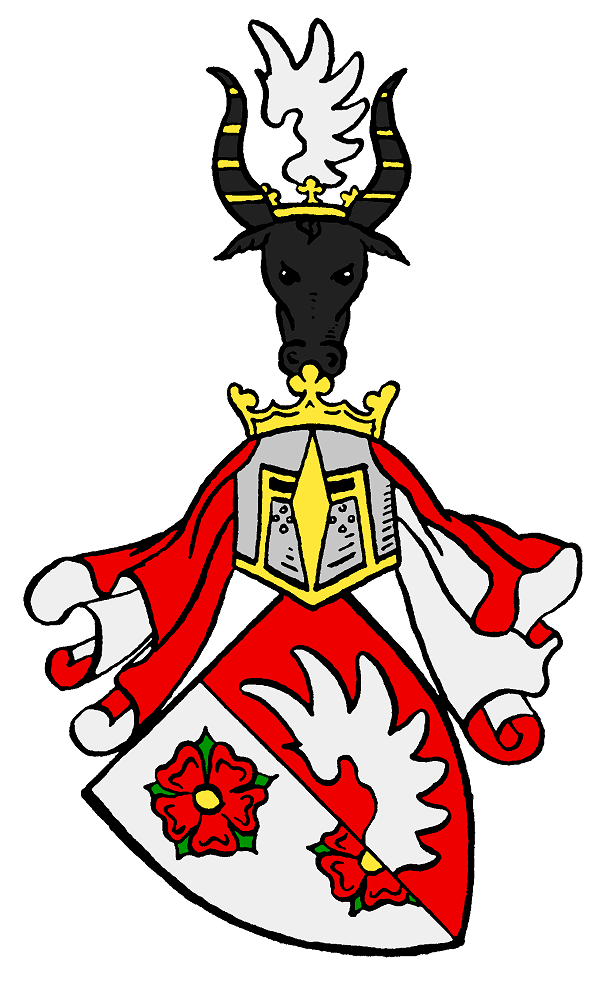
Wappen derer von Holstein

Holstein ist der Name eines zunächst mecklenburgischen, später auch schleswig-holsteinischen und dänischen Adelsgeschlechts. Zwei dänische Zweige wurden im 18. Jahrhundert in den Grafenstand erhoben.
Die Familie ist nicht zu verwechseln mit den regierenden Grafen von Schauenburg und Holstein oder mit dem mährischen Adelsgeschlecht Holštejn.

## Geschichte
Als Stammvater des Geschlechts gilt Heinrich Holstein (Hinricus Holtsatus), der wohl aus Holstein stammte und im Gefolge des Fürsten Borwin I. von Mecklenburg am 24. Juni 1218 bei der Bewidmung der Stadt Rostock und am 7. Juni 1222 bei der Stiftung des Klosters Tempzin vorkommt. Die Familie ist wappen- und stammverwandt mit den Kruse auf der nahegelegenen Burg Varchow (Möllenhagen).

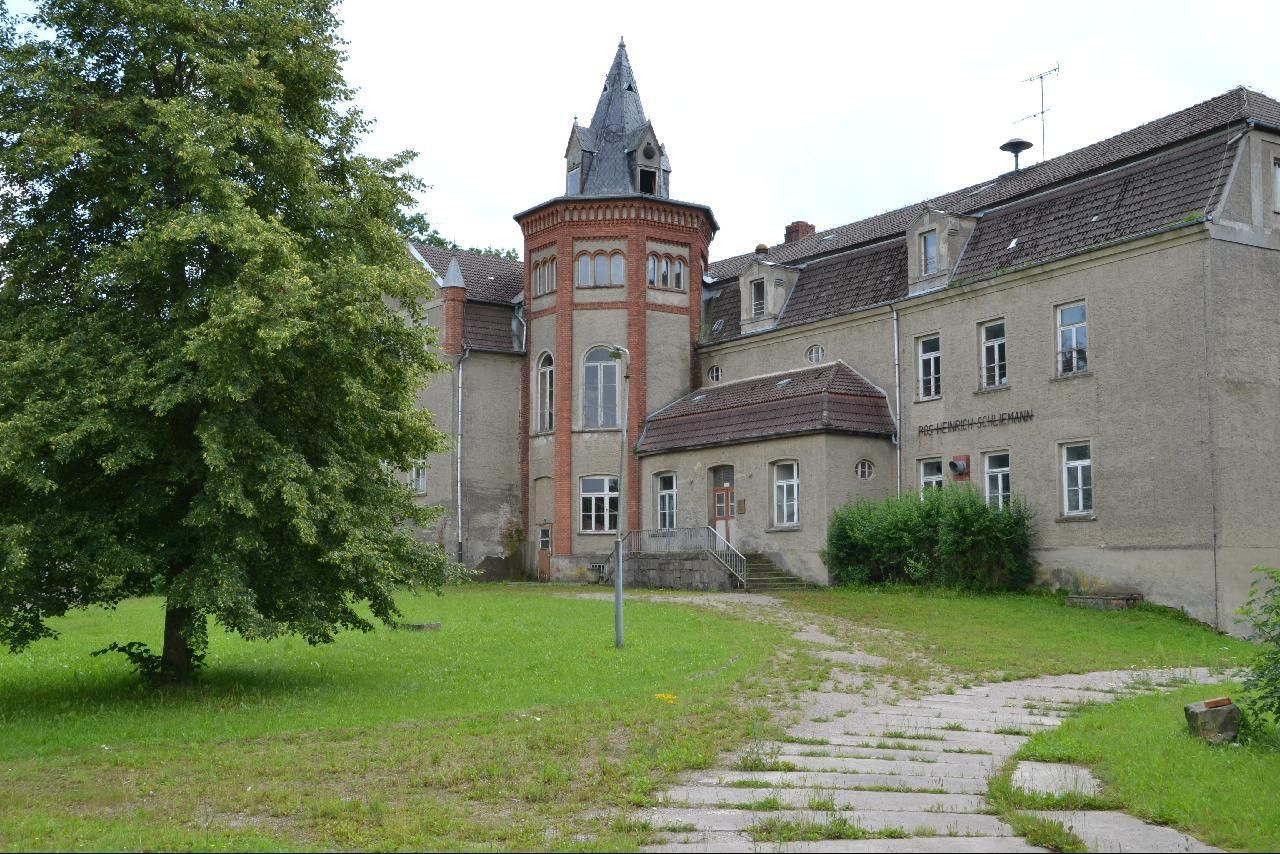
Herrenhaus Ankershagen

Vermutlich seit der Zeit um 1200 besaß die Familie die Burg Ankershagen bei Penzlin. Westlich dieser Burg entstand vor 1551 ein Herrenhaus (das sogenannte „Alte Haus“), das vermutlich zwischen 1550 und 1570 im Stil der Renaissance umgebaut bzw. durch einen Neubau, das „Neue Haus“ (heutiges Herrenhaus Ankershagen) ergänzt wurde. Die Familie musste ihr Stammgut im 17. Jahrhundert verpfänden und später aufgeben.
1523 gehörten die Herren von Holstein zu den Mitunterzeichnern der Union der Landstände. Später besaß die Familie umfangreichen Grundbesitz in Mecklenburg und (Vor)pommern. Es entstanden die Linien zu Fürstenberg, Möllenhagen und Klink.
Im Einschreibebuch des Klosters Dobbertin befinden sich 19 Eintragungen von Töchtern der Familien von Holstein von 1696 bis 1854 aus Möllenhagen, Ankershagen, Groß und Klein Luckow, Wismar und Schwerin zur Aufnahme in das dortige adelige Damenstift. Von zwei Konventualinnen hängen Wappenschilder mit Ordensstern auf der Nonnenempore in der Klosterkirche. Vorhanden ist noch die Grabplatte der Konventualin Maria Eleonora von Holstein, die 45 Jahre im Kloster Dobbertin lebte.
Der Verfall des Vermögens der Familie im 17. Jahrhundert im Gefolge des Dreißigjährigen Krieges bewog wie auch bei anderen mecklenburgischen Familien mehrere Vertreter des Geschlechts, in dänische Dienste zu treten. Adam Christoph von Holstein (1631–1690) aus der Linie Fürstenberg wurde Oberst in dänischen Diensten. Er heiratete 1663 Catharina Christina von Reventlow, eine Schwester von Friedrich von Reventlow. Von den 16 Kindern des Paares erreichten sechs Söhne das Erwachsenenalter und begründeten die meisten schleswig-holsteinisch/dänischen Linien des Geschlechts.
Das Geschlecht kam in Dänemark zu großem Grundbesitz und hohem Ansehen. Es stellte mehrere Kanzler und im 19. Jahrhundert mit Ludvig Holstein-Holsteinborg und Ludvig Holstein-Ledreborg zwei Ministerpräsidenten Dänemarks. In Holstein war es im 18. und 19. Jahrhundert im Besitz von Gut Waterneverstorf, in Dänemark besitzt es bis heute Schloss Holsteinborg und Schloss Ledreborg. 1969 erwarb der dänische Diplomat Christian Frederik Per von Holstein das Castello di Scipione in der Lombardei, einen der früheren Stammsitze der Familie seiner Frau Maria Luisa, geborenen Marchesa Pallavicini.

## Standeserhebungen

### Holstein-Holsteinborg
Holsteinborg

Schloss Holsteinborg

Ulrich Adolph von Holstein (1664–1737), ein Sohn von Adam Christoph von Holstein (1631–1690) auf  Netzeband und Buchholtz, wurde zunächst mit königlich dänischem Diplom vom 4. September 1700 mit der Baronie Führenthal (Fyrendal) (Fyrendal Sogn) auf Seeland belehnt. 1707 erwarb er von der Familie Trolle das Gut Trolholm, das ursprünglich Braade geheißen und seit 1562 den Trolles gehört hatte; er benannte es um in Holsteinborg. Mit königlich dänischem Diplom vom 1. Januar 1708 wurde er mit dem Prädikat zu Holsteinburg (Holstenborg) in den dänischen Lehnsgrafenstand erhoben. Schloss Holsteinborg gehört bis heute den Lehnsgrafen Holstein-Holsteinborg.
Waterneverstorf

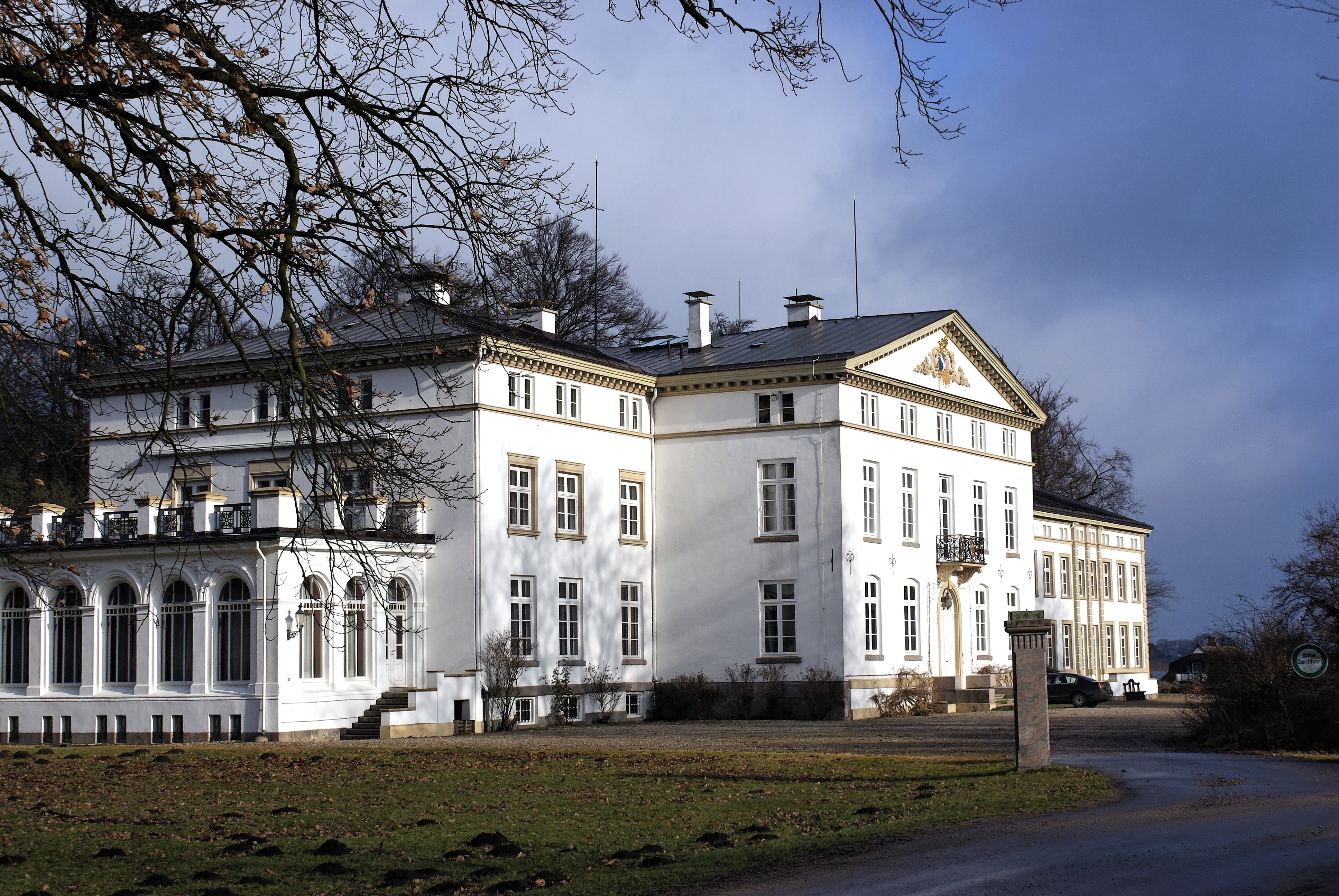
Herrenhaus Waterneverstorf, Ostholstein

1776 fiel durch Erbschaft von der Familie Blome das Gut Waterneverstorf in Ostholstein an die Holsteinborger Linie. In ihrer Zeit entwickelte sich Neverstorf zu einem kulturellen Zentrum Holsteins und auf dem Gut wurden Gäste wie Matthias Claudius und Friedrich Gottlieb Klopstock oder Hans Christian Andersen empfangen. 1897 starb die Neverstorfer Linie der Grafen Holstein-Holsteinborg aus und das Gut ging durch einen Erbvertrag an die Grafen Waldersee, denen es bis heute gehört.

### Holstein-Ledreborg
Johan Ludvig von Holstein aus der Möllenhagener Linie erwarb 1739 das dänische Gut Ledreborg auf der Hauptinsel Seeland und erbaute dort anschließend das barocke Schloss Ledreborg. Er wurde mit Diplom vom 31. März 1750 mit dem Prädikat zu Lethraburg (Ledreborg) in den dänischen Lehnsgrafenstand erhoben. Schloss Ledreborg blieb bis heute im Besitz der Lehnsgrafen Holstein-Ledreborg. Die Linie wechselte zur katholischen Konfession. Knud Graf von Holstein-Ledreborg (1919–2001) heiratete 1951 Prinzessin Marie Gabrielle von Luxemburg (1925–2023), eine der Schwestern des früheren Großherzogs Jean. Von ihren sieben Töchtern erbte die vierte, Silvia Knudsdatter Komtesse Holstein-Ledreborg, den Besitz; sie ist seit 1979 mit John Munro of Foulis verheiratet.

## Wappen
- Die Holstein führten auf den alten Siegeln einen längsgeteilten Schild, in dessen rechter Hälfte ein Flügel, in der linken Hälfte eine ganze und eine halbe Rose stehen. Der Helm trägt, gewiss als uraltes Gnadenzeichen der mecklenburgischen Fürsten, einen Stierkopf, zwischen dessen Hörnern der Flügel aus dem Schild steht. In neueren Zeiten ist die Stellung umgekehrt geworden, indem die Rosen in der rechten Hälfte, der Flügel in der linken Hälfte steht.[3]
- Das gespaltene Stammwappen zeigt heute rechts in Silber oben eine rote goldenbesamte Rose, unten eine halbe rote Rose am Spalt, links am Spalt in Rot einen silbernen Adlerflügel. Auf dem Helm mit rot-silbernen Decken ein vorwärts gekehrter gekrönter schwarzer Büffelkopf, mit schwarzen, mit goldenen Balken belegten Hörnern, dazwischen der silberne Flügel.[4]

### Historische Wappenbilder

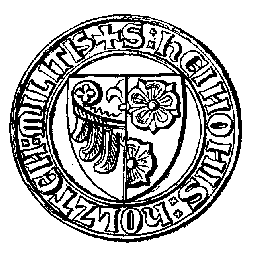
Siegel des Heine Holstein (1320)
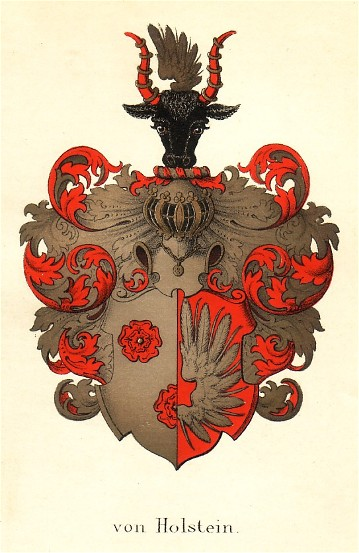
Wappen in Danmarks Adels Aarbog 1885

## Vertreter
- Johann von Holstein zu Möllenhagen, Speck und Groß Luckow (1618–1675), Gutsbesitzer
  - Johann Georg von Holstein (1662–1730), dänischer Geheimer Rat und Oberlanddrost
    - Johan Ludvig von Holstein (1694–1763), Kanzler von Dänemark
      - Christian Frederik Graf Holstein-Ledreborg (1735–1799)

    - Carl von Holstein (1700–1763), dänischer Amtmann und Diplomat
    - Frederik Vilhelm von Holstein (1703–1767), dänischer Amtmann
    - Georg Frederik von Holstein (1717–1772), dänischer Amtmann
- Adam Christoph von Holstein auf Netzeband und Buchholtz (1631–1690)
  - Ulrich Adolph von Holstein (1664–1737), Kanzler von Dänemark
    - Frederick Conrad von Holstein-Holsteinborg (1704–1749), dänischer Generalleutnant
      - Heinrich von Holstein-Holsteinborg (1748–1796)
        - Friedrich Adolph Graf Holstein-Holsteinborg (1784–1836)
          - Ludvig Graf Holstein-Holsteinborg (1815–1892), dänischer Politiker

        - Heinrich Christoph von Holstein (1786–1842) auf Waterneverstorf, schleswig-holsteinischer Gutsbesitzer, Lübecker Domherr, Mitglied der Holsteinischen Ständeversammlung
          - Conrad von Holstein (1825–1897), Gutsbesitzer und Reichstagsabgeordneter

    - Christian Ditlev von Holstein (1707–1760), dänischer Offizier
      - Ulrich Adolph von Holstein (Regierungspräsident) (1731–1789), dänischer Regierungspräsident

  - Ditlev von Holstein (1669–1721), dänischer Offizier
    - Conrad von Holstein (1711–1784), dänischer Offizier
- Henning Friedrich von Holstein (1694–1749, auf Ballin), kgl. dänischer Oberstleutnant
  - Joachim Friedrich von Holstein (1745–1797, auf Milmersdorf)
    - Friedrich Stephan von Holstein (1776–1820, auf Wittenhagen)
      - August Friedrich von Holstein (1800–1863, auf Karlstein)
        - Friedrich August von Holstein (1837–1909), Diplomat, die Graue Eminenz

- Dietrich Friedrich von Holstein (1758–1840), mecklenburgischer Offizier
- Julius Joachim Franz von Holstein (1814–1888), mecklenburgischer General, Chef des Militärdepartement 1881 bis 1888
- Franz von Holstein (1826–1878), Komponist
- Ludvig Graf Holstein-Ledreborg (1839–1912), dänischer Politiker
- August von Holstein (1847–1903), preußischer Generalleutnant
  - Hans Heinrich von Holstein (1888–1978), Verwaltungsjurist